# Den Kinesiske Mur
Den Kinesiske Mur (forenklet kinesisk: 万里长城 ; traditionelt kinesisk: 萬里長城; pinyin : Wànlǐ Chángchéng; '10.000 li lange mur'; også forenklet kinesisk: 中国长城; traditionelt kinesisk: 中國長城, Pinyin: Zhōngguó Chángchéng; 'Kinas lange mur‘), også kendt som Den Store Mur, er et kompleks af spredte, meget lange fæstningsværker bygget af jord, sten, tegl, træ og andre materialer.
Den går hovedsageligt langs en øst-vest gående, nordlig grænselinje i det nuværende Folkerepublikken Kina.
Muren blev bygget som et forsvarsværk mod plyndringer og invasioner af forskellige nomadestammer så som tyrkerne og mongolerne, men ikke som ét langt sammenhængende fæstningsværk. Opførelsen af muren menes er være påbegyndt tilbage i det 7. århundrede f.v.t. som separate sektioner af fæstningsværker og senere op igennem historien, under forskellige dynastier, frem til starten af det 16. århundrede under Ming-Dynastiet, at bliver forstærket og visse steder sammenbygget.
Den består af selve muren på 6.259 kilometer og 360 kilometers volde samt 2.233 kilometers bjerge og floder, der danner et naturligt forsvarsværk. En anden arkæologisk undersøgelse konkluderede, at alle murens forgreninger sammenlagt var 21.196 km lang.
Flere dele er forsvundet igen, da lokale har genbrugt materialerne til andre byggerier. Særlige dele er dog i dag fredet.
Ofte tilskrives Kinas første kejser Qin Shi Huang som skaberen af Den Kinesiske Mur, idet han fik udvidet og forbundet tidligere eksisterende mure til en lang forsvarslinje. Langt størstedelen af muren, der findes den dag i dag, er bygget under Ming-dynastiet i slutningen af 1500-tallet.
Den mest besøgte del af muren, Badaling, var den første del muren, der blev åbnet for turister.
Den Kinesiske Mur blev i 1987 optaget på UNESCOs liste over verdensarven.